# Kroesjare
Kroesjare (Bulgaars: Крушаре) is een dorp in Bulgarije. Het dorp is gelegen in de gemeente Sliven in de oblast Sliven. Het dorp ligt hemelsbreed 13 km ten noordwesten van Jambol, 15 km ten zuidwesten van de provinciehoofdstad Sliven en 250 km ten oosten van Sofia.

## Bevolking
Op 31 december 2019 telde het dorp 2.012 inwoners, een aantal dat sinds 1946 relatief stabiel is gebleven (zie: onderstaande grafiek).
| Bevolkingsontwikkeling tussen 1934 en 2019          |
| --------------------------------------------------- |
|                                                     |
| Bron: Nationaal Statistisch Instituut van Bulgarije |

De etnische Bulgaren vormen ongeveer twee derde deel van de bevolking, terwijl het overige deel gevormd wordt door etnische Roma.
| Etnische samenstelling van de respondenten (2011) | Etnische samenstelling van de respondenten (2011) | Etnische samenstelling van de respondenten (2011) | Etnische samenstelling van de respondenten (2011) | Etnische samenstelling van de respondenten (2011) |
| ------------------------------------------------- | ------------------------------------------------- | ------------------------------------------------- | ------------------------------------------------- | ------------------------------------------------- |
|                                                   |                                                   |                                                   |                                                   |                                                   |
| Bulgaren                                          | Bulgaren                                          |                                                   | 63,5%                                             | 63,5%                                             |
| Turken                                            | Turken                                            |                                                   | 0,0%                                              | 0,0%                                              |
| Roma                                              | Roma                                              |                                                   | 36,0%                                             | 36,0%                                             |
| Anders/Onbekend                                   | Anders/Onbekend                                   |                                                   | 0,5%                                              | 0,5%                                              |